# Mondelange
Mondelange est une commune française située dans le département de la Moselle.

## Géographie
Mondelange est située entre Metz et Thionville.
|           | Richemont  |                |
| Amnéville | Mondelange | Bousse         |
|           | Hagondange | Ay-sur-Moselle |

### Géologie et relief
La commune se compose de 311,35 hectares de territoires artificialisés (76,12 %), 65,09 hectares de territoires agricoles (15,91 %), 0,58 hectares de forêts et milieux semi-naturels (0,14 %) et 31,50 hectares de surfaces en eau  (7,70 %).
Sites bioarchéologiques :
Mondelange,
Sente (la).

### Hydrographie et les eaux souterraines
Hydrogéologie et climatologie : Système d’information pour la gestion des eaux souterraines du bassin Rhin-Meuse :
Territoire communal : Occupation du sol (Corinne Land Cover); Cours d'eau (BD Carthage),
Géologie : Carte géologique; Coupes géologiques et techniques,
 Hydrogéologie : Masses d'eau souterraine; BD Lisa; Cartes piézométriques.
La commune est située dans le bassin versant du Rhin au sein du bassin Rhin-Meuse. Elle est drainée par la Moselle, la Moselle canalisée et le ruisseau de Tremery.
La Moselle, d’une longueur totale de 560 kilomètres, dont 315 kilomètres en France, prend sa source dans le massif des Vosges au col de Bussang et se jette dans le Rhin à Coblence en Allemagne.
La Moselle canalisée, d'une longueur totale de 135,2 km, prend sa source dans la commune de Pont-Saint-Vincent et se jette  dans la Moselle à Kœnigsmacker, après avoir traversé 61 communes.

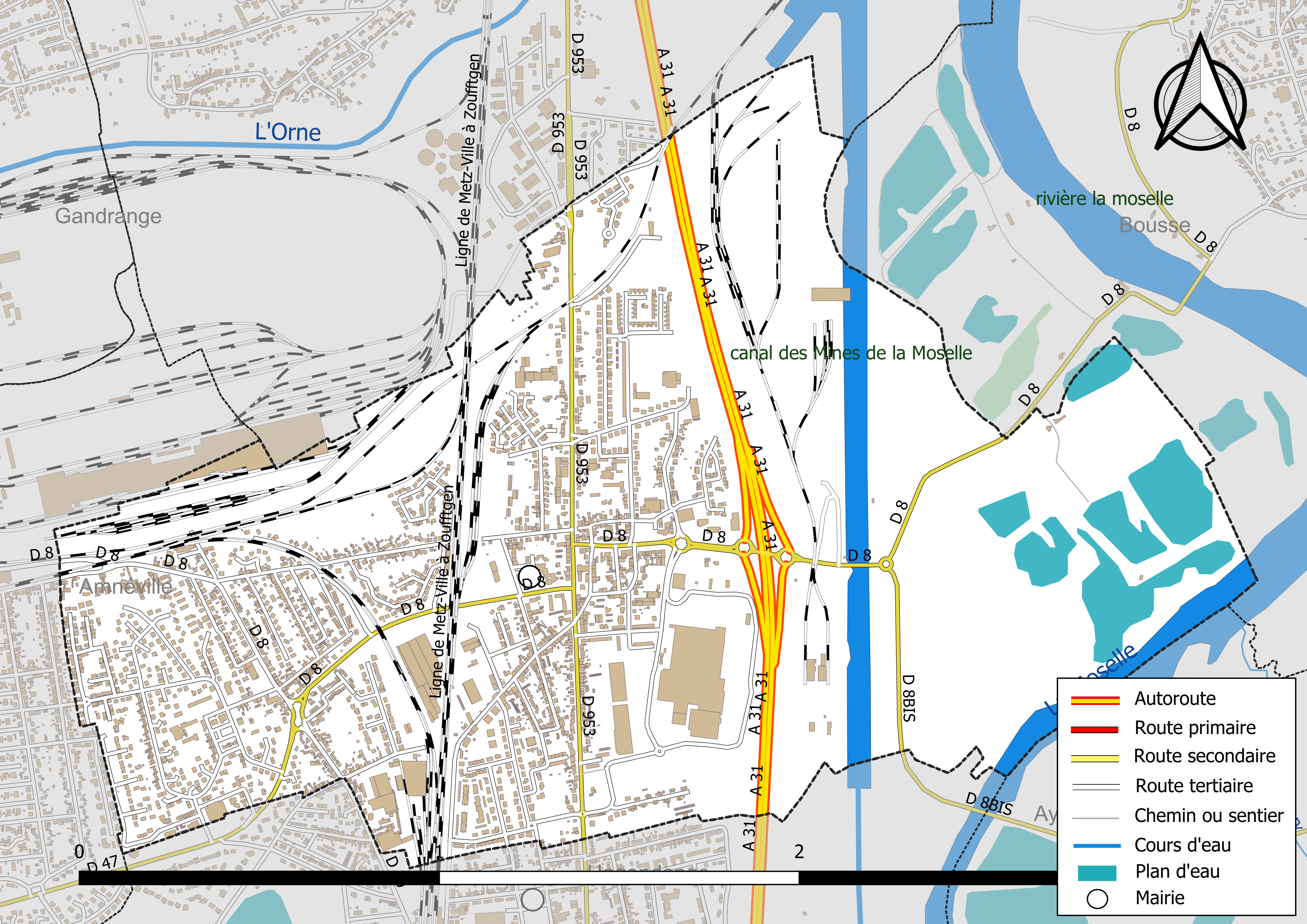
Réseaux hydrographique et routier de Mondelange.

La qualité des eaux des principaux cours d’eau de la commune, notamment de la Moselle et de la Moselle canalisée, peut être consultée sur un site dédié géré par les agences de l’eau et l’Agence française pour la biodiversité.

### Climat
Pour des articles plus généraux, voir Climat du Grand Est et Climat de la Moselle.
En 2010, le climat de la commune est de type climat des marges montargnardes, selon une étude du Centre national de la recherche scientifique s'appuyant sur une série de données couvrant la période 1971-2000. En 2020, Météo-France publie une typologie des climats de la France métropolitaine dans laquelle la commune est exposée à un climat semi-continental et est dans la région climatique  Lorraine, plateau de Langres, Morvan, caractérisée par un hiver rude (1,5 °C), des vents modérés et des brouillards fréquents en automne et hiver. 
Pour la période 1971-2000, la température annuelle moyenne est de 9,6 °C, avec une amplitude thermique annuelle de 16,7 °C. Le cumul annuel moyen de précipitations est de 744 mm, avec 12,2 jours de précipitations en janvier et 9,2 jours en juillet. Pour la période 1991-2020, la température moyenne annuelle observée sur la station météorologique de Météo-France la plus proche, « Malancourt », sur la commune d'Amnéville à 2 km à vol d'oiseau, est de 10,2 °C et le cumul annuel moyen de précipitations est de 884,1 mm. 
La température maximale relevée sur cette station est de 39,3 °C, atteinte le 25 juillet 2019 ; la température minimale est de −17,9 °C, atteinte le 5 janvier 1985,,. 
| Mois                                  | jan.             | fév.             | mars           | avril           | mai             | juin            | jui.           | août           | sep.           | oct.            | nov.             | déc.             | année      |
| ------------------------------------- | ---------------- | ---------------- | -------------- | --------------- | --------------- | --------------- | -------------- | -------------- | -------------- | --------------- | ---------------- | ---------------- | ---------- |
| Température minimale moyenne (°C)     | −0,4             | −0,3             | 2,2            | 4,9             | 8,5             | 11,5            | 13,6           | 13,4           | 10,2           | 7,1             | 3,2              | 0,6              | 6,2        |
| Température moyenne (°C)              | 1,8              | 2,7              | 6,3            | 10              | 13,7            | 16,9            | 18,9           | 18,7           | 14,8           | 10,4            | 5,7              | 2,6              | 10,2       |
| Température maximale moyenne (°C)     | 4,1              | 5,8              | 10,4           | 15              | 18,8            | 22,2            | 24,3           | 24             | 19,4           | 13,8            | 8,1              | 4,6              | 14,2       |
| Record de froid (°C) date du record   | −17,9 05.01.1985 | −15,6 07.02.1991 | −14,6 01.03.05 | −6,1 12.04.1986 | −1,4 06.05.1979 | −0,1 05.06.1991 | 2,9 22.07.1980 | 2,9 24.08.1980 | 1,3 07.09.1985 | −3,4 24.10.03   | −10,8 23.11.1998 | −15,5 03.12.1973 | −17,9 1985 |
| Record de chaleur (°C) date du record | 15,2 05.01.1999  | 20,9 27.02.19    | 25,6 31.03.21  | 27,9 21.04.18   | 32,4 28.05.17   | 35,4 26.06.19   | 39,3 25.07.19  | 38,2 08.08.03  | 33,1 15.09.20  | 26,2 10.10.1979 | 21,1 02.11.20    | 15,6 17.12.15    | 39,3 2019  |
| Précipitations (mm)                   | 85,9             | 70,2             | 67,5           | 52,6            | 67,9            | 68,4            | 70,7           | 69,5           | 69,6           | 79,7            | 81,7             | 100,4            | 884,1      |

| Diagramme climatique                                  |             |             |           |             |              |              |            |              |             |            |             |
| J                                                     | F           | M           | A         | M           | J            | J            | A          | S            | O           | N          | D           |
| 4,1−0,485,9                                           | 5,8−0,370,2 | 10,42,267,5 | 154,952,6 | 18,88,567,9 | 22,211,568,4 | 24,313,670,7 | 2413,469,5 | 19,410,269,6 | 13,87,179,7 | 8,13,281,7 | 4,60,6100,4 |
| Moyennes : • Temp. maxi et mini °C • Précipitation mm |             |             |           |             |              |              |            |              |             |            |             |

Les paramètres climatiques de la commune ont été estimés pour le milieu du siècle (2041-2070) selon différents scénarios d'émission de gaz à effet de serre à partir des nouvelles projections climatiques de référence DRIAS-2020. Ils sont consultables sur un site dédié publié par Météo-France en novembre 2022.

## Urbanisme

### Typologie
Au 1er janvier 2024, Mondelange est catégorisée centre urbain intermédiaire, selon la nouvelle grille communale de densité à sept niveaux définie par l'Insee en 2022.
Elle appartient à l'unité urbaine de Metz, une agglomération intra-départementale regroupant 42  communes, dont elle est une commune de la banlieue,,. Par ailleurs la commune fait partie de l'aire d'attraction de Luxembourg (partie française), dont elle est une commune de la couronne,. Cette aire, qui regroupe 115 communes, est catégorisée dans les aires de 700 000 habitants ou plus (hors Paris),.

### Occupation des sols
L'occupation des sols de la commune, telle qu'elle ressort de la base de données européenne d’occupation biophysique des sols Corine Land Cover (CLC), est marquée par l'importance des territoires artificialisés (76,3 % en 2018), en diminution par rapport à 1990 (79,3 %). La répartition détaillée en 2018 est la suivante : 
zones urbanisées (45,5 %), zones industrielles ou commerciales et réseaux de communication (16,2 %), mines, décharges et chantiers (14,5 %), terres arables (12,7 %), eaux continentales (7,8 %), zones agricoles hétérogènes (3 %), milieux à végétation arbustive et/ou herbacée (0,2 %). L'évolution de l’occupation des sols de la commune et de ses infrastructures peut être observée sur les différentes représentations cartographiques du territoire : la carte de Cassini (XVIIIe siècle), la carte d'état-major (1820-1866) et les cartes ou photos aériennes de l'IGN pour la période actuelle (1950 à aujourd'hui).

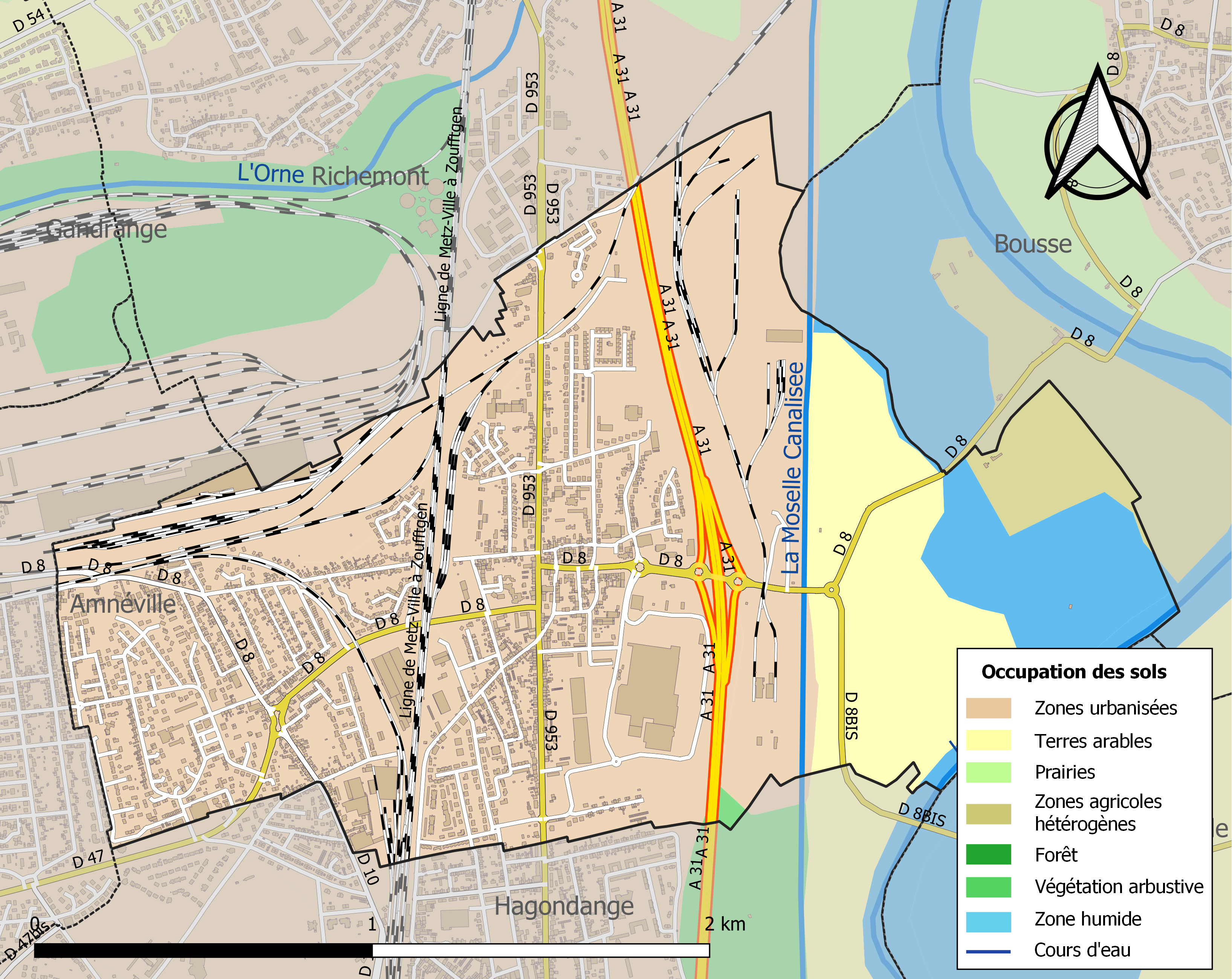
Carte des infrastructures et de l'occupation des sols de la commune en 2018 (CLC).

## Toponymie
- En francique lorrain : Mondléngen[19] et Mondléng. En lorrain roman : Mondlanche[19]. En allemand : Mundelingen[20] et Mondelingen[21].
- Anciennes mentions : Medelinge[22] ou Medelinga[20] (XIe siècle), Mondelinga (1194)[23], Mundelay (1195)[20], Mondelanges (1262)[20], Mundelingen (1473), Modelinga (1544)[20], Mondellange (1533[20] et 1546), Mudelinga (1547)[20], Mondelingen (1572)[20], Mundeling (1621)[20], Montdelange (1700)[20], Mondelange (1793)[24].

## Histoire
Mondelange est une commune dont l’occupation humaine est très ancienne, en témoignent les vestiges qui sont parvenus jusqu’à nous, des découvertes archéologiques datant de la protohistoire, jusqu’aux documents modernes et monuments historiques.
Mondelange dépendait du Luxembourg, dans la seigneurie de Distroff. La commune fut incendiée en 1517 et dévastée en 1642.
Les archives communales font défaut : en 1812, Mondelange devint une annexe de Richemont, village voisin, pour des raisons de facilité de gestion. En 1817, Mondelange comptait 188 habitants répartis dans 26 maisons.
Comme les autres communes de l'actuel département de la Moselle, Mondelange est annexée à l’Empire allemand de 1871 à 1918. Mondelange est rebaptisée « Mondelingen ». C'est une période de prospérité pour la commune. Lorsque la Première Guerre mondiale éclate, les Mosellans se battent loyalement pour l’Empire allemand. Les habitants de Mondelange accueillent avec joie la fin des hostilités et la paix retrouvée. « Mondelingen » redevient « Mondelange ».
La Seconde Guerre mondiale et le drame de l'Annexion marqueront longtemps les esprits. Le 1er décembre 1940, les cantons de Moyeuvre-Grande (Großmövern) et de Mondelange (Mondelingen), de l'arrondissement de Thionville (Diedenhofen), sont rattachés à l'arrondissement de Metz-Campagne. Certains jeunes gens, incorporés de force dans les armées allemandes, ne revinrent jamais du front. La commune sera libérée dès le 7 septembre 1944 par la IIIe armée de Patton, échappant ainsi aux derniers bombardements américains.

## Politique et administration

### Liste des maires
| Période                                  | Période      | Identité                    | Étiquette | Qualité |
| ---------------------------------------- | ------------ | --------------------------- | --------- | --- |
| Les données manquantes sont à compléter. |              |                             |           | |
| 1945                                     | 1947         | François Rubeck             | PCF       | Démissionnaire à la suite de son exclusion du PCF |
| 14 juin 1947                             | octobre 1947 | Alfred Kaufmann (1905-1965) | PCF       | Ouvrier |
| octobre 1947                             | mars 1965    | Paul Nau                    | SE        | Chef comptable |
| mars 1965                                | mars 1983    | Robert Honecker             | SE        | Chef de bureau |
| mars 1983                                | 1985         | Jean-Marie Rémy             | RPR       | |
| décembre 1985                            | mars 2001    | Paul Jaman                  | DVD       | Fonctionnaire territorial |
| mars 2001                                | mars 2008    | Gérard Lamm                 | PS        | Retraité, conseiller général du canton de Fameck (2002-2008) - Décédé en fonction                                                                        |
| mars 2008                                | mars 2014    | Gilbert Schmitt             | PS        | Retraité |
| mars 2014                                | En cours     | Rémy Sadocco                | LR        | Fonctionnaire territorial à la mairie de Woippy Conseiller régional du Grand Est (depuis 2015) 2e vice-président de la CC Rives de Moselle (depuis 2014) |

### Budget et fiscalité 2023

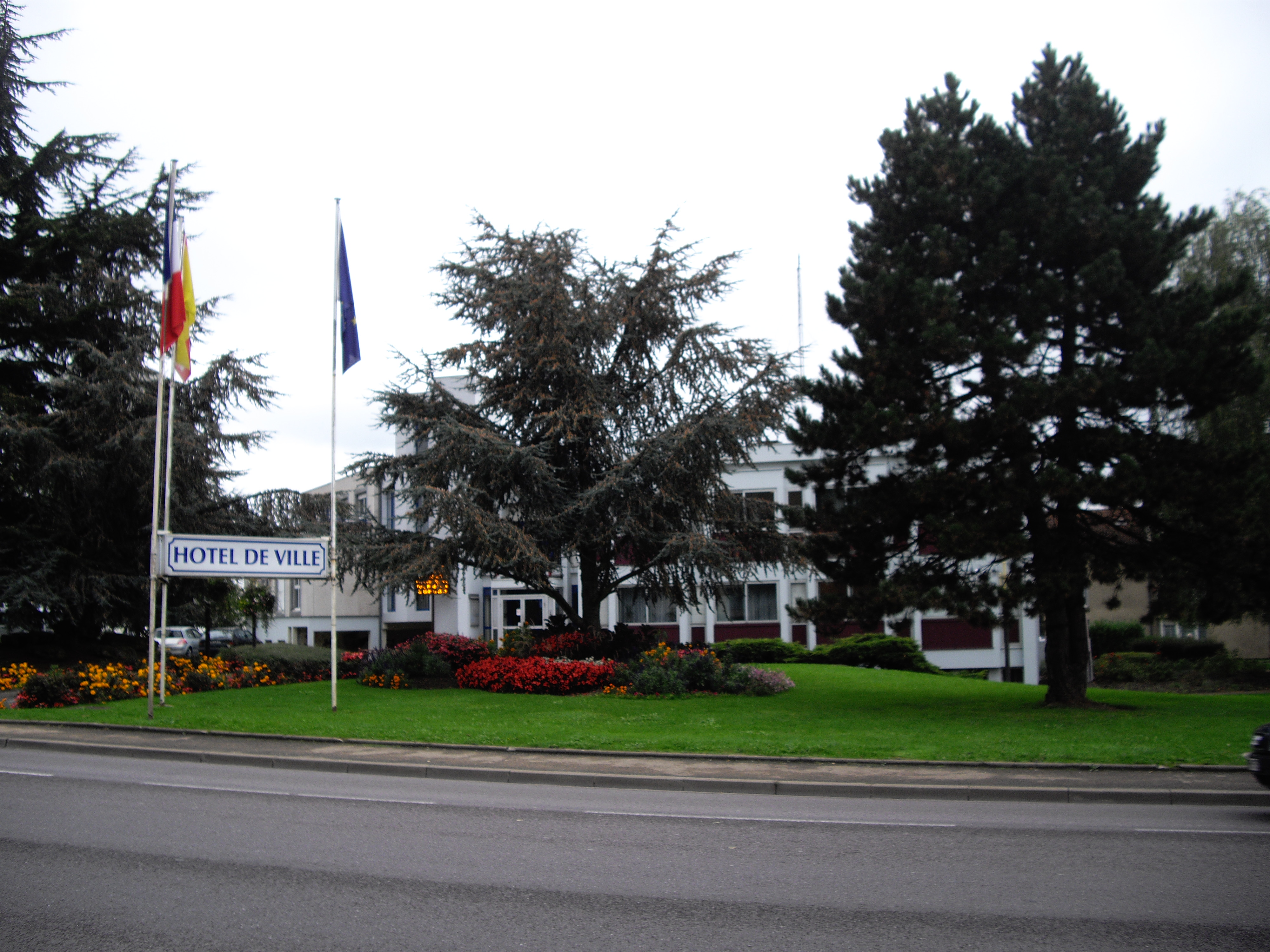
La mairie de Mondelange.

En 2023, le budget de la commune était constitué ainsi :
- total des produits de fonctionnement : 5 676 000 €, soit 986 € par habitant ;
- total des charges de fonctionnement : 5 140 000 €, soit 893 € par habitant ;
- total des ressources d'investissement : 1 287 000 €, soit 223 € par habitant ;
- total des emplois d'investissement : 1 523 000 €, soit 26+5 € par habitant ;
- endettement : 6 850 000 €, soit 1 190 € par habitant.

Avec les taux de fiscalité suivants :
- taxe d'habitation : 9,13 % ;
- taxe foncière sur les propriétés bâties : 28,29 % ;
- taxe foncière sur les propriétés non bâties : 45,55 % ;
- taxe additionnelle à la taxe foncière sur les propriétés non bâties : 0,00 % ;
- cotisation foncière des entreprises : 0,00 %.

Chiffres clés Revenus et pauvreté des ménages en 2021 : médiane en 2021 du revenu disponible, par unité de consommation : 21 990 €.

### Jumelages
| Ville | Ville         | Pays | Pays      | Période               |
| ----- | ------------- | ---- | --------- | --------------------- |
|       | Chiampo       |      | Italie    | depuis le 15 mai 1988 |
|       | Langenselbold |      | Allemagne | depuis le 5 mai 1968  |
|       | Simpelveld,   |      | Pays-Bas  | depuis 1968           |

Le jumelage avec Langenselbold s'est effectué après des rencontres de football. Depuis 1968, de nombreux échanges se sont effectués.
Mondelange, Langenselbold et Simpelvelf constituent un cas de jumelage tripartite.

## Population et société

### Démographie

#### Évolution démographique
L'évolution du nombre d'habitants est connue à travers les recensements de la population effectués dans la commune depuis 1793. Pour les communes de moins de 10 000 habitants, une enquête de recensement portant sur toute la population est réalisée tous les cinq ans, les populations de référence des années intermédiaires étant quant à elles estimées par interpolation ou extrapolation. Pour la commune, le premier recensement exhaustif entrant dans le cadre du nouveau dispositif a été réalisé en 2006.

En 2022, la commune comptait 5 739 habitants, en stagnation par rapport à 2016 (Moselle : +0,52 %, France hors Mayotte : +2,11 %).
| 1793 | 1800 | 1806 | 1926  | 1931  | 1936  | 1946  | 1954  | 1962  |
| ---- | ---- | ---- | ----- | ----- | ----- | ----- | ----- | ----- |
| 152  | 166  | 155  | 1 633 | 2 805 | 2 937 | 2 950 | 3 327 | 3 931 |

| 1968  | 1975  | 1982  | 1990  | 1999  | 2006  | 2011  | 2016  | 2021  |
| ----- | ----- | ----- | ----- | ----- | ----- | ----- | ----- | ----- |
| 6 470 | 6 510 | 5 993 | 5 808 | 5 610 | 5 699 | 6 058 | 5 739 | 5 720 |

| 2022  | - | - | - | - | - | - | - | - |
| ----- | - | - | - | - | - | - | - | - |
| 5 739 | - | - | - | - | - | - | - | - |

### Enseignement
Établissements d'enseignements :
- Écoles maternelles et primaires à Mondelange, Hagondange, Richemont.
- Collèges à Hagondange, Amnéville, Talange, Vitry-sur-Orne, Guénange.
- Lycées à Hagondange, Talange, Rombas.

### Santé
Professionnels et établissements de santé :
- Médecins à Mondelange, Amnéville, Richemont, Hagondange, Talange.
- Pharmacies à Mondelange, Amnéville, Richemont, Hagondange, Talange.
- Hôpitaux à Maizières-lès-Metz, Marange-Silvange, Moyeuvre-Grande, Thionville, Hayange.

### Cultes
- Culte catholique, Communauté de paroisses Notre-Dame des Anges du Ninguert[37], Diocèse de Metz.

## Économie

### Entreprises et commerces

#### Agriculture
- Reproduction de plantes.

#### Tourisme
- Hébergements et restauration à Mondelange, Hagondange, Talange, Amnéville, Mézières-lès-Metz, Clouange.

#### Commerces
- Commerces et services de proximité[38].

## Culture locale et patrimoine

### Lieux et monuments
- Monolithe gallo-romain dit la Haute-Borne

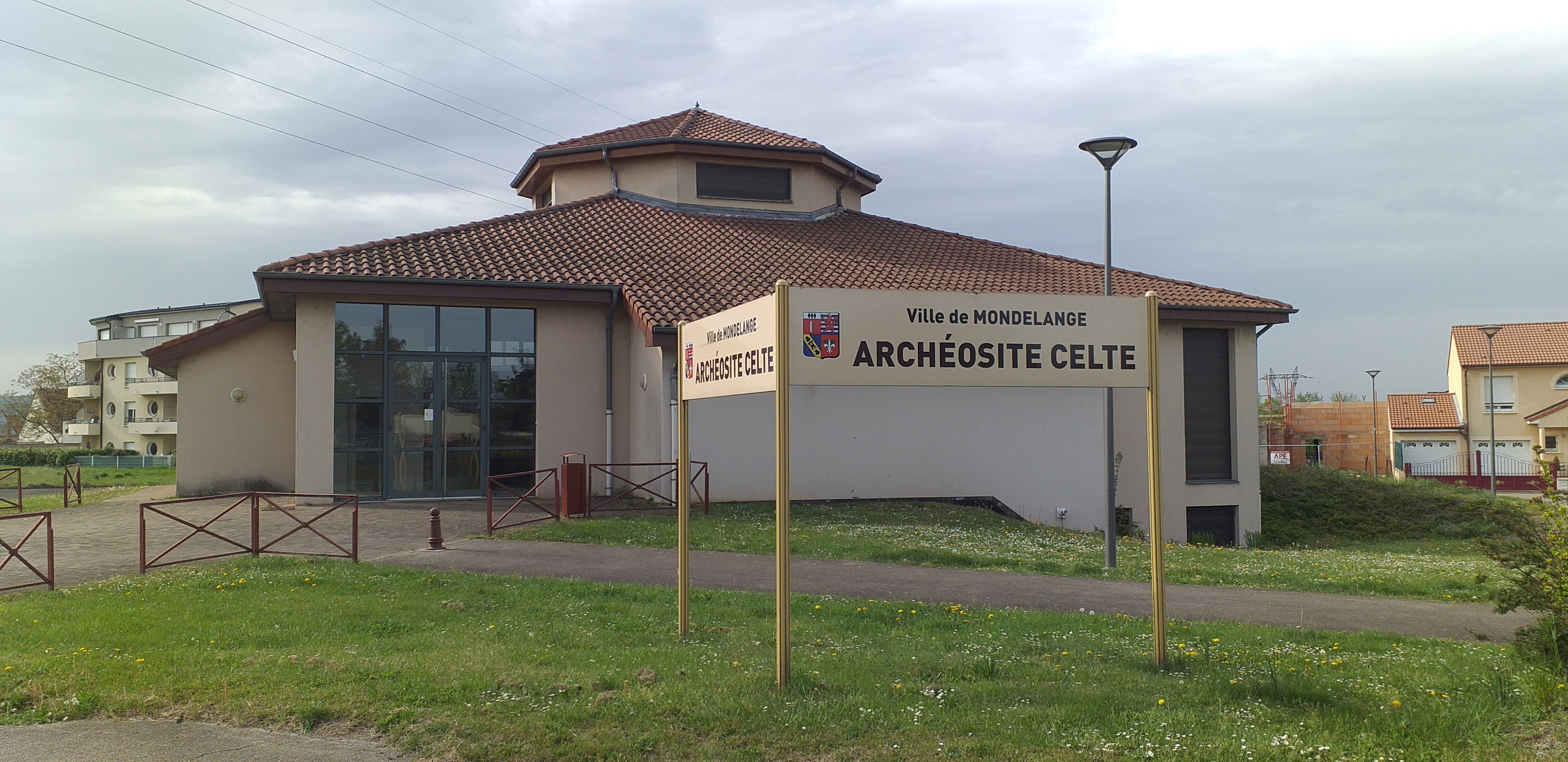
Musée archéosite.

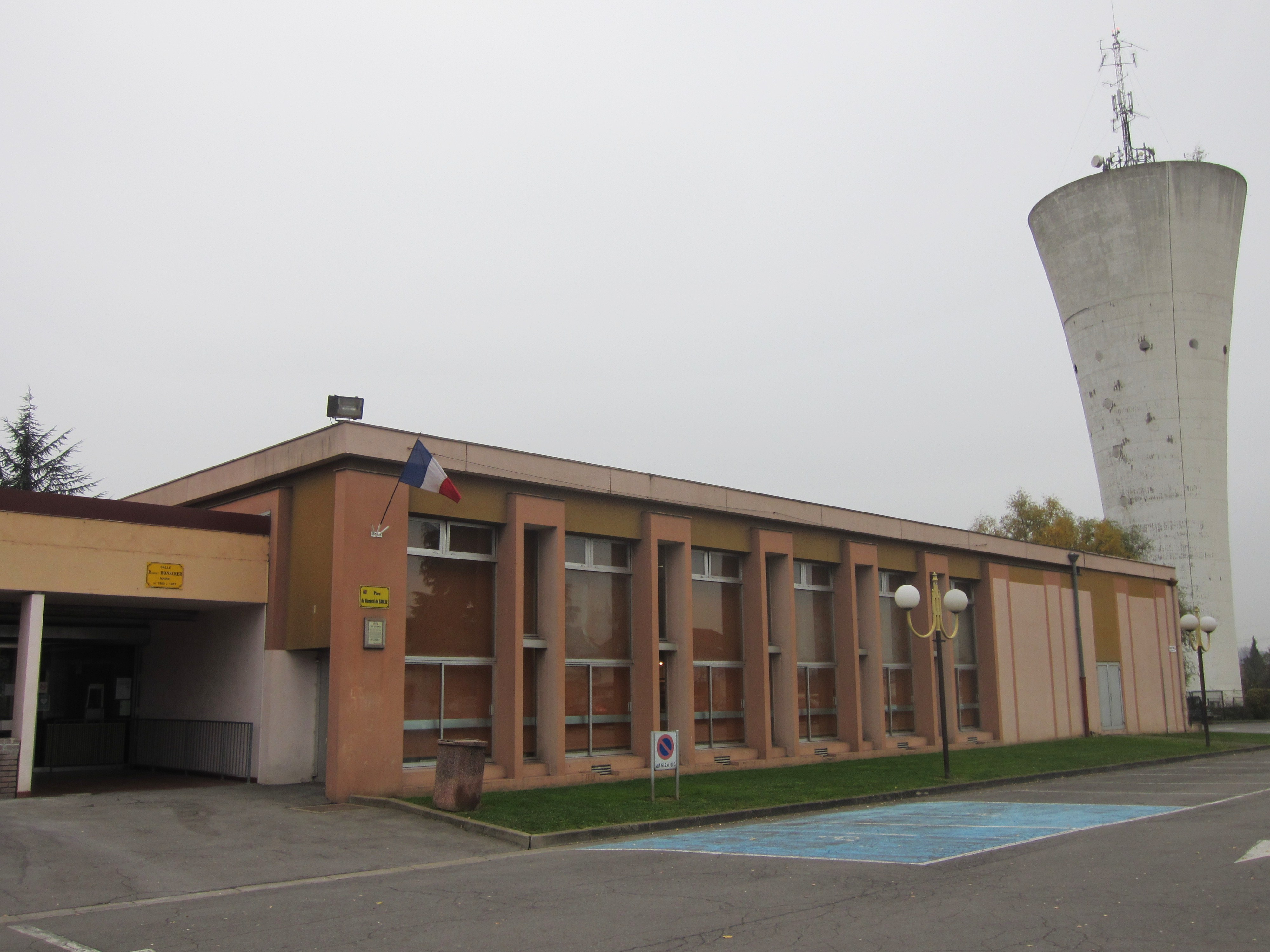
La salle Robert-Honecker et le château d'eau.

Celui-ci est une borne romaine ou gauloise, en pierre jaune, d'1,80 m de hauteur et de 0,60 m de large, de forme cylindrique. Cette borne se serait trouvée sur le sol de Mondelange d'après une carte d’état-major de 1830.
- Nécropole de Mondelange.

Le site est un vaste complexe funéraire de l'Âge du fer, débutant au cours du Hallstatt B2 et s'achevant au début de notre ère.
- Nécropole celte

En 1993 est découverte une nécropole celte, d'une centaine de tombes. Elle a été utilisée de -850 à 30 ap. J.-C. Sur l'emplacement de cette nécropole, se dresse aujourd'hui un musée qui lui est consacré : l'Archéosite celte. On y trouve, entre autres, un torque et un char à deux roues. Ce lieu est ouvert au public seulement lors de manifestations organisées par la Ville.
- La salle Robert-Honecker.

De nombreuses animations y sont organisées grâce à un réseau associatif aux activités très diversifiées.
- Monument aux morts[42],[43].

#### Édifices religieux

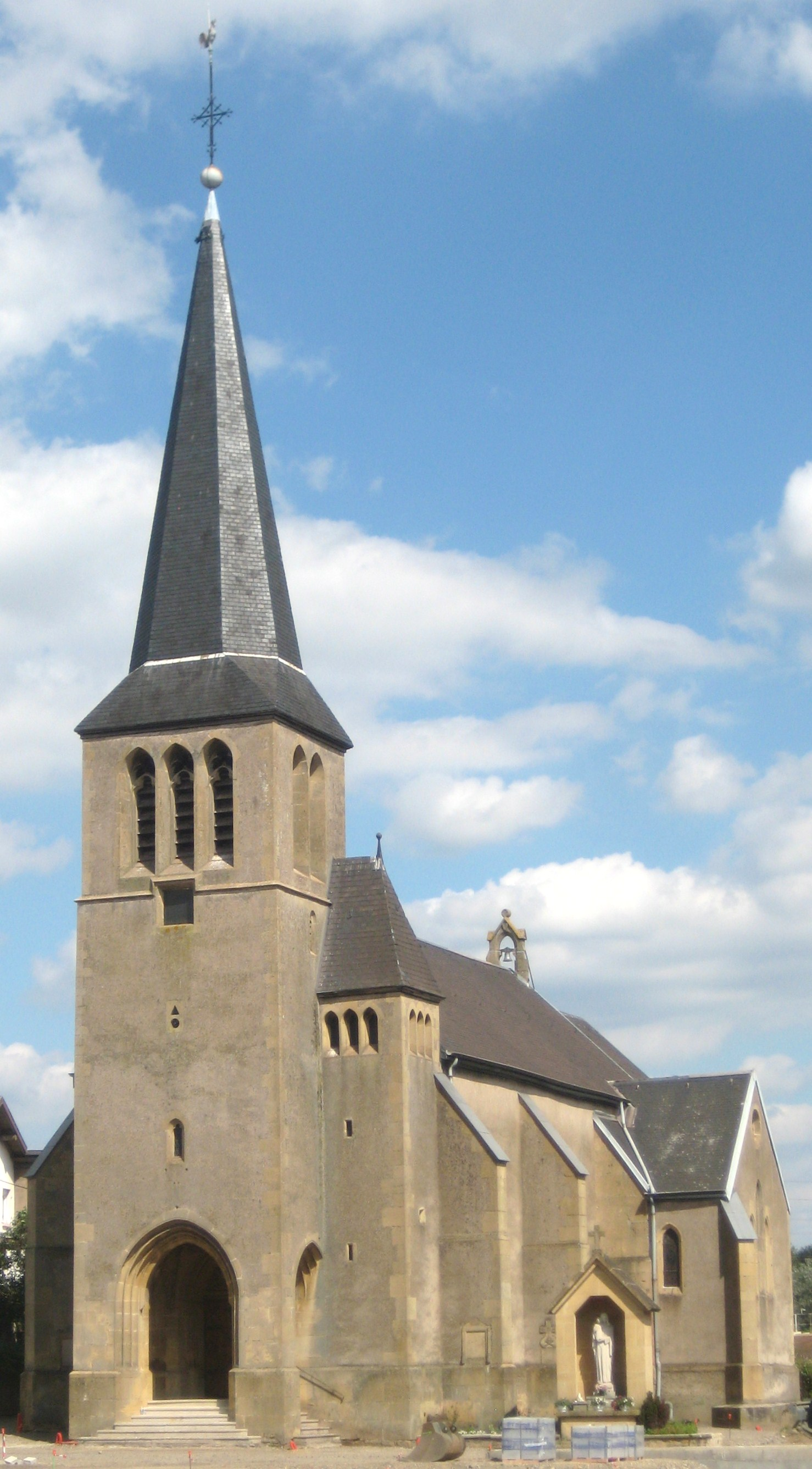
Église Saint-Maximin.
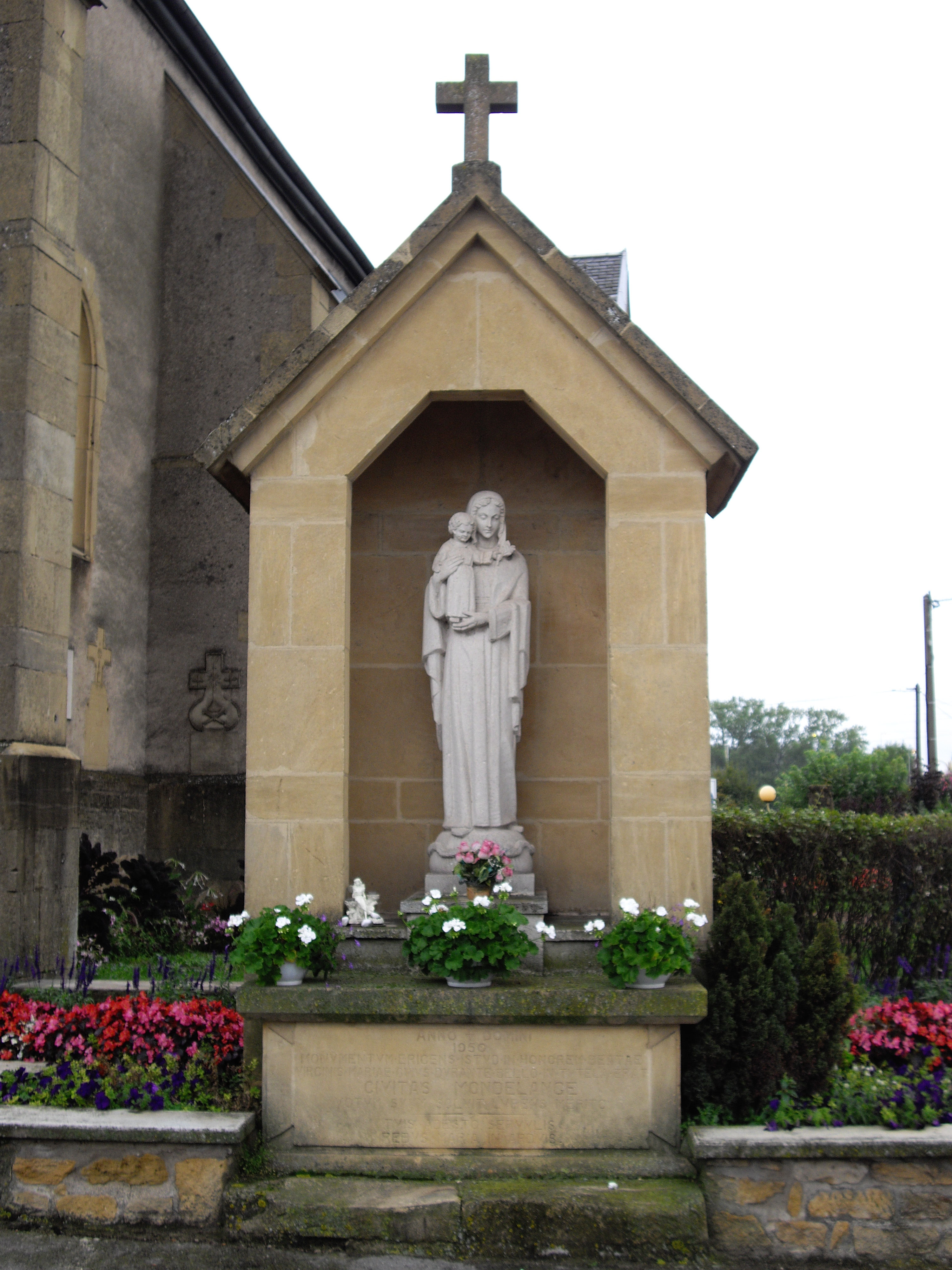
La statue située devant l'église Saint-Maximin.
Église Saint-Jean-Bosco.
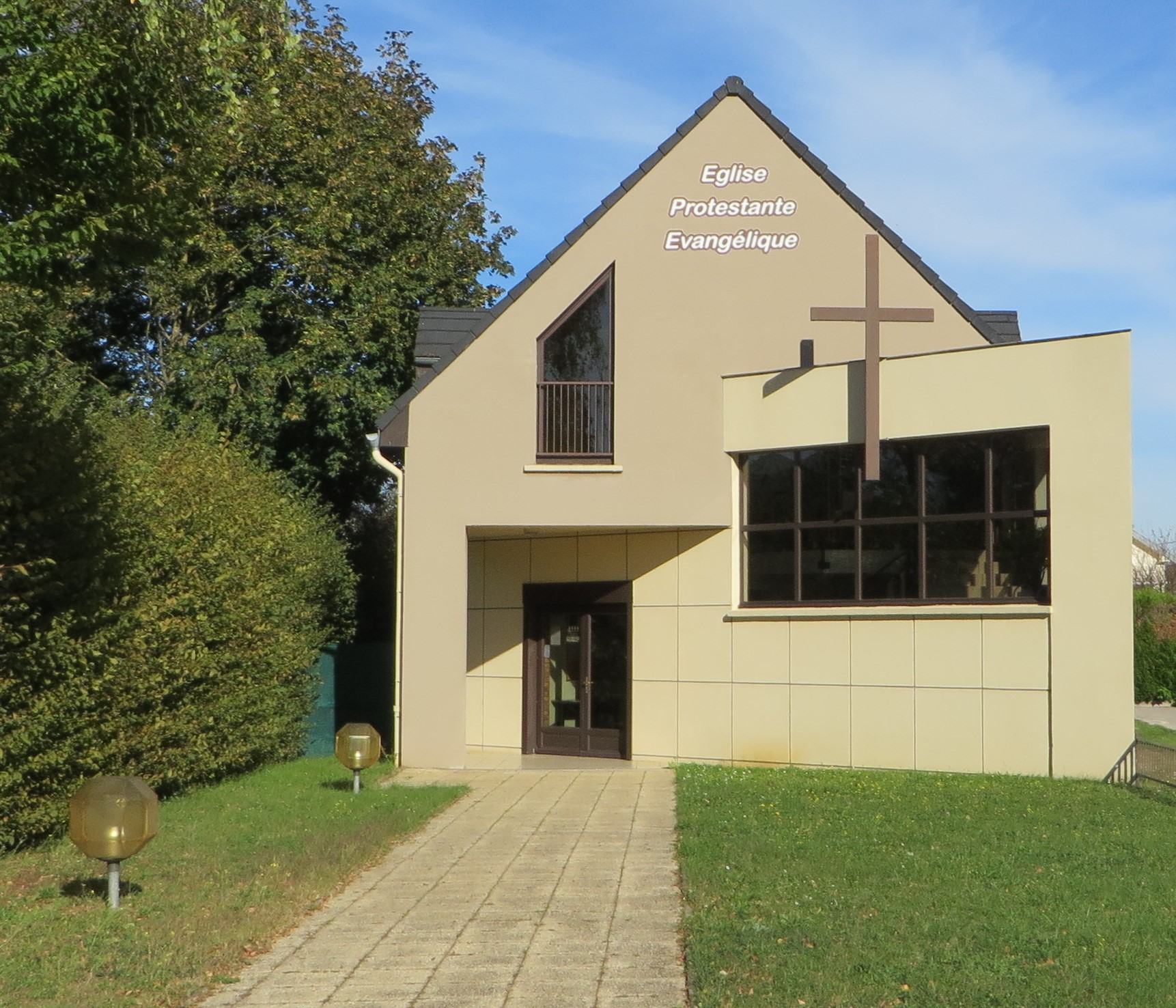
Église protestante Évangélique.

- L’église catholique Saint-Maximin :

Une des tours de l'église date probablement du XIIIe siècle, mais l'édifice a été remanié en 1903. De l’ancienne église, on trouve encore un portail d’architecture gothique tardif portant la date 1499. Lors des modifications de 1903, le chœur de l'ancienne église a été conservé. Saint Maximin est le patron de la paroisse.
- L’église catholique Saint-Jean-Bosco XXe siècle.

Elle a été construite en 1959, à la suite d'une collecte de fonds. La création de l'église avait été rendue nécessaire par le fait qu'une partie de la commune n'avait pas accès facilement à l'église Saint Maximin : en effet, Mondelange est séparé en deux par la ligne de chemin de fer Luxembourg-Nancy.
L'orgue Cavaillé-Coll,.
Le nouveau chemin de croix.
- L’église protestante Évangélique la Bonne Nouvelle.

Union d'églises Fédération des Églises du plein évangile en francophonie (FEPEF).
- Bildstock, sculpture religieuse

de date inconnue, il se compose d'un socle massif, d'un fût octogonal et d'un chapiteau ayant quatre faces ornementées et une toiture plate

### Héraldique
| Blason de Mondelange | Blason  | Ecartelé au 1 de gueules à une haute borde d'argent; au chef du même chargé de trois losanges accolés de sable, au 2 burelé d'argent et d'azur de dix pièces, au lion de gueules à double queue, armé, lampassé et couronné d'or, au 3 d'azur à une bande d'or chargée d'une tour de sable ouverte du champ accostée en chef et en pointe de deux coquilles du même, au 4 de gueules à la fleur de lys d'argent d'où naissent deux palmes de sinople en abîme. |
| Blason de Mondelange | Détails | Le statut officiel du blason reste à déterminer. |